# ユルリ島
ユルリ島は、北海道根室市昆布盛の南東約2.6km、北緯43度12分、東経145度35に位置する無人島。
面積約200ヘクタール、周囲約7.8キロ、海抜43.1メートルの断崖に囲まれた平坦な台地状の島である。“ユルリ”（ウリル）はアイヌ語で「鵜の居る島」という意味をもつ。海鳥の繁殖地として重要な場所であるとともに、島の中央部の高層湿原は、約1万4000年前に湿原が成立してから時間経過が長く、希少な植物が多く生育している。また、野生化した馬が生息する島としても有名である。

## 概要
ユルリ島は、エトピリカ、チシマウガラス、ケイマフリをはじめとする国内有数の北方系海鳥の営巣地となっている。そのため、隣のモユルリ島とともに、1982年（昭和57年）3月31日に国指定ユルリ・モユルリ鳥獣保護区（集団繁殖地、総面積200ha、うち特別保護地区31ha）に指定されている。また、北方を代表する自然草原として代表的な植物をほとんど網羅しているため、植物学的にも大きな関心が持たれている。北海道により天然記念物に指定されているため、メディアをはじめ人の立入りは禁止されている。

## 地形・地質
ユルリ島は、島の北側に標高40ｍの平坦面があり、その南側に標高30ｍ～20ｍの平坦面が発達している。また島の内部には高層湿原が発達しており、そこから流れ出す小河川が散在している。
島全体が海食崖に囲まれており、浜は島の北岸のイシカラ浜、北東の入り江にあるカショノ浜の2箇所のみであり、かつて昆布番屋に利用されていた。また、カショノ浜には島で最も大きな河川が流れ込んでいる。
島の基盤を構成する地質は、根室層群の中の最上部を構成するユルリ累層（ユルリ層）から成り、その走向・傾斜はN40°～60°E・20°SEを示す。ユルリ累層の岩質及び岩相は、主として火山円礫岩、集塊岩、溶岩、礫岩などから構成され、砂岩や泥岩をはさんでいる。ユルリ累層の砂岩や泥岩中には化石がまれに産出するが保存状態の良い物は少ない。また、厚さ10cm程度の良質の石炭がレンズ状にはさまれている。基盤のユルリ累層の上位を更新世の海岸段丘堆積物が薄く覆い、さらに上位を完新世の風成火山灰層が覆い平坦面を成している。

## ユルリ島の歴史
ユルリ島は古くから船の泊地として知られ、天明年間（1781 - 1789年）の初めの頃に書かれた古い文献に登場する。
文化年間（1804〜1818年）以前にはアイヌがユルリ島に住居し、魚を獲っていたという記録が残っている。
江戸時代（1798年）、高田屋嘉兵衛が、航路安全を計りユルリ島に根室初の金刀比羅神社を創祀。天保14年（1843年）、根室市穂香に移転。
明治時代（1868 - 1912年）の初め頃から、漁家約9戸がユルリ島に渡り昆布を採っていた。
大正5年（1916年）には北日本養狐場が、ユルリ島で銀狐の飼育をはじめるが約10年で閉鎖。戦時中には軍が放牧養狐をおこなっていたという証言が残っている。島には砲台も整備されたが後に撤去されたと言われている。散兵壕と思われる土塁跡は現在も島に残っている。
大正時代（1912 - 1926年）の終わり頃からユルリ島では馬の放牧がおこなわれる。ユルリ島での馬の放牧は約100年の歴史をもつ。第二次世界大戦戦後のユルリ島の馬の歴史は#ユルリ島の馬を参照。
昭和38年（1963年）、ユルリ島が北海道により天然記念物に指定される。しかし島民の生活や馬の放牧が規制されることはなかった。
昭和46年（1971年）、ユルリ島から人が去り無人島となる

### 年表
- 1849年　「北海道」の名付け親である松浦武四郎が国後・択捉島へ渡る際、ユルリ島で停泊する。
- 1869年　「蝦夷地」に代わる名称として「北海道」と命名される。
- 1882年　北海道開拓使が廃止され、函館県、札幌県、根室県の3県が誕生する。
- 1921年　国鉄根室駅が開業する。
- 1945年　北海道空襲の際に根室市内の大半が焼失し壊滅的被害を受ける。8月9日にソ連が有効期限内であった日ソ中立条約を一方的に破棄し、千島列島、国後島、択捉島、色丹島、歯舞群島が次々にソ連に不法占拠される。
- 1950年　昆布の干場を求めて漁師がユルリ島へ移住する。
- 1951年　昆布漁の労力としてユルリ島に馬が持ち込まれる。
- 1960年　ユルリ島灯台点灯
- 1963年　ユルリ・モユルリ島が北海道により天然記念物に指定される。
- 1971年　ユルリ島から人が去り無人島となる。
- 1976年　ユルリ島が北海道自然環境保全地域に指定される。
- 1982年　ユルリ・モユルリ島が国の鳥獣保護区に指定される。
- 2001年　ユルリ島が環境省選定の「日本の重要湿地500」に選ばれる。
- 2006年　ユルリ島から牡馬がいなくなり、島の馬は消えゆく運命となる。

## ユルリ島の馬
根室市昆布盛の近海では昆布漁が盛んであった。第二次世界大戦戦後、本土に昆布の干場を持たなかった漁師や、漁場から本土までの移動時間を節約しようとした漁師は、沖合にあるユルリ島を昆布の干場として利用した。1951年 - 1952年（昭和26 - 27年）頃、切りたった断崖の上に昆布を引き上げる労力として、島に牝馬が1頭運びこまれた。最も多い時期には、島には約6軒の番屋があった。しかし昭和40年代になると、エンジン付きの船が登場し、労力としての馬の役割は大きく変わった。やがてユルリ島から人が去りはじめ、1971年（昭和46年）最後の漁師が島を出た。
本土に馬を放牧する土地をもたなかった漁師は、馬のエサとなるミヤコザサなど豊富な天然の食草が生い茂る島に馬を残すことにした。島の中央部には高層湿原もあり、島にはいくつかの小川もあった。そのため馬の栄養状態は良好であった。
その後、残された馬は自然放牧状態のまま世代を重ね、人間からエサを与えられることもなく野生化していった。1979年（昭和54年）から1993年（平成5年）にかけては、16頭から30頭前後の馬が生息していた。
2006年（平成18年）、島には18頭の馬が生息していたが、かつて島に住んでいた漁師の高齢化もあり、種馬を含む4頭の馬が間引きされた。島には14頭の牝馬だけが残り、ユルリ島の馬は消えゆく運命となる。
2011年（平成23年）、ユルリ島の馬の歴史を記録するため、写真家の岡田敦が島の撮影を開始する。岡田が「ユルリ島 ウェブサイト」を開設し、ユルリ島の写真や映像作品などを発信しはじめる。北海道で徐々にユルリ島への関心が高まってゆく。
2011年に12頭いたユルリ島の馬は、2013年には10頭、2014年には5頭となる。
2017年、ユルリ島の馬は残り3頭となる。
2023年、岡田敦が書籍『エピタフ 幻の島、ユルリの光跡』（インプレス）を上梓する。同書により、70年以上にわたり続いてきたユルリ島の馬の歴史や島の全容が明らかになる。『エピタフ 幻の島、ユルリの光跡』は、馬事文化の発展に顕著な功績のあった個人・団体を表彰する目的で創設されたJRA賞馬事文化賞を受賞する。
2025年、写真家の岡田敦がユルリ島での創作活動の集大成として写真集『ユルリ島の馬 The Horses of Yururi Island』（青幻舎）を上梓する。

## 植物・植生
ユルリ島の植生はその立地から大別して、台地草原、湿原、断崖植生の三つに区分される。それぞれが北方の自然を代表する群落組成を示し、300種（推定）に近い植物の生育を見る。低地の沢沿いにヤナギの小郡生地があるほかは、樹林はまったくない。

### 台地草原
北海道東部の沿岸台地や海岸砂丘地帯は古くから放牧地として利用されてきているが、ユルリ島においても馬が自然放牧されてきた。この島での放牧は非常に古く、しかも周年放牧を行なっているのが一つの特色になる。台地上ではミヤコザサを中心とする海岸草原が主となっているが、馬がミヤコザサや高径の草本を食すため、花園効果により草丈の低い植物種が豊富である。やや湿潤な場所にはナガボノシロワレモコウ、タチギボウシに代表される植物群落が形成される。台地草原にはタチギボウシ、ハクサンチドリ、エゾフウロなどの白色個体が多くみられることも特徴の一つである。

### 湿原
島の中央部に高層湿原が広がり、その周囲を幅の狭い低層湿原が囲う。高層湿原の成立は14000年前とされる。完新世初頭の暖流の北上に伴い発生した夏季の海霧とそれに伴う低温などの特殊条件が影響し成立した古い歴史を持つものである。チャミズゴケ、スギゴケ、ヒメツルコケモモ、ガンコウラン、イソツツジなど道東の高層湿原の特徴種が見られるほか、クロマメノキのような特異的な種が出現し、千島列島の湿原植生、植物相と道東の湿原植生の関係性を考える上で非常に重要であるとされる。また、ユルリ島で記録されている環境省レッドリストおよび北海道レッドリストに記載されている植物種は24種あるが、そのうち17種が湿原及び湿地環境を生育の場とする種である。
人の出入り等が少ないため原生に近い環境が保たれており、保全上も非常に重要な場所であるとされる。
野生化した馬による踏圧等による影響が懸念され、田中（1973）では「主たる馬道はほぼ定まっているようで、蹄跡の密度がこの事を示している」「湿原全域を展望すると、湿原の中にもある程度の足跡は残されているが、はっきりした馬道は目立たず、第一次の湿原として現在にいたっている事が推測される」とあるが、その後行われた橘ほか（1997）では『高層湿原内にも馬道が至る所でみられ、踏み荒らしによる植生の破壊や糞尿による湿原水の富栄養化などが懸念される』と報告している。
2017年時点で、馬は3頭にまで減少しているが、「馬の消滅とともに、高層湿原を含めたユルリ島の植生がどのように回復していくかモニタリングしていくことは、大型草食動物の攪乱から自然植生がどのように回復するか? 回復にはどの程度の時間を要するのか? を知り、他の高層湿原における保全施策を考える上でも重要な情報となりうる（外山2017）」と主張する者もいる。

### 断崖および海浜植物
島の断崖には国内では分布が限られている、キヨシソウ、トモシリソウが多くみられる。その他、海浜にはハマツメクサ、チシマキンバイなどがある。断崖上部にはユキワリコザクラ、エゾオオバコ、チシマコハマギク、ネムロシオガマなどが生育する。

### 白花品種
ユルリ島の植生で特記されるものは、白花品種の多様性である。島ではシロバナタチギボウシ、シロバナツリガネニンジン、シロバナエゾフウロ、シロバナハクサンチドリ、シロバナウツボグサ、シロバナクサフジなどが数多く発見される。どのようなメカニズムでユルリ島において白花品種が多くみられるのかに関する研究はなされていないが、推測されるものとしては、白花品種が見られる植物種は全て虫媒花であり、虫媒花の花の形質（形、色）はポリネーター（花粉媒介者）との相互作用によって進化してきたといわれていることから、ユルリ島の自然環境においては白色の花を咲かせることで、効果的にポリネーターを引き寄せることのできる条件があり、一定程度の割合で白花品種が見られる可能性が考えられている。

## モユルリ島との対比
ユルリ島のすぐ隣にはモユルリ島がある。モユルリ島はアイヌ語で「小さいユルリ島」を意味する。
ユルリ島の草原が放牧に関連して草丈が低いのに対し、隣接するモユルリ島は大型草食獣がいないため、イワノガリヤス、クサヨシ、オニノガリヤス、イチゴツナギ、ハマニンニクなどが顕著に目立ち、イネ科草原の観を呈す。全草種の草丈が非常に高く、100cm - 150cmに達しているところもあり、歩行も容易でない状況である。
1973年に根室市教育委員会が発行した『ユルリ島・モユルリ島総合調査総合調査報告書』において、田中瑞穂は、「ユルリ島の台地草原は放牧による花園効果があげられているけれども、まったく自然放置のままのモユルリ島の草原植生と対比される時、重要性はさらに大きくなる」「ユルリ島の第一次の自然草原として将来を期待すれば、放牧は中止するのが最善である。しかし、隣接するモユルリ島とあわせ考えれば、両者の対比による草原の推移等について、若干の放牧馬のいる事は無意義ではない」と報告している。一方、同報告書において、芳賀良一は、海鳥をはじめとしたユルリ島の自然環境保護のためには家畜の放牧を規制する必要があるとしている。

## 自然環境・野生動植物保全上の位置付・指定
海鳥の繁殖地、中央部に残る高層湿原が生物多様性保全において重要であると位置づけ、次の通り指定されている。
- 国指定ユルリ・モユルリ鳥獣保護区（特別保護地区）[25]
- 北海道指定天然記念物・ユルリ・モユルリ島海鳥繁殖地[26]
- 北海道自然環境保全地域[27]
- 生物多様性の観点から重要度の高い湿地500（日本の重要湿地500）[28]
- IBA（Important Bird Area）：鳥類を基準にした重要な自然環境[29]

## 外来生物・ドブネズミと海鳥の保全
人間の活動に伴い侵入した外来生物ドブネズミによる海鳥の卵や成鳥の捕食被害が確認され、海鳥の保全ため環境省が2013年に殺鼠剤を散布しドブネズミの駆除を行った。その後、3年間のモニタリング調査でドブネズミが確認されなかったことから、2017年3月、モユルリ島を含めてドブネズミの根絶を宣言した。駆除事業前後のモニタリング調査で環境省レッドリスト絶滅危惧Ⅱ類であるケイマフリの個体数が2013年春に78羽だったのに対し、駆除後の2015年に140羽、2016年に130羽と個体数が回復傾向にあることから一定の成果が得られていると考えられる。
しかし殺鼠剤の散布に関しては、島にいた10頭の馬のうち、散布後わずか半年間でその半数にあたる5頭が死んだため、殺鼠剤との因果関係が疑われている。2016年に開かれたエトピリカ保護増殖等検討会では、検討委員の北海道大名誉教授が「（ドブネズミの）駆除が成功したとすれば、喜ばしいことだ。失敗（再侵入）しても繰り返すことが重要だ」と述べている。ドブネズミの再侵入が確認され再度駆除を行う場合は、他の動物に対する配慮が必要である。

## 島の観望ポイント
ユルリ島への上陸は禁止されているが、根室市昆布盛漁港付近の高台からは、天候などに恵まれれば双眼鏡などを使用して野生化した馬の姿を確認することができる。また、根室市落石漁港から出港している落石ネイチャークルーズに乗船すれば、ユルリ島をより間近で観察することも可能である。

## ユルリ島が登場する作品など
- 写真集『ユルリ島の馬 The Horses of Yururi Island』岡田敦、2025年、青幻舎
- 書籍『エピタフ 幻の島、ユルリの光跡』JRA賞馬事文化賞受賞作品、岡田敦、2023年、インプレス
- 展覧会「ユルリ島の野生馬」東川賞受賞作家展、岡田敦、2017年、東川町 [33][34][35][36][37][38]
- NHK特集「『高倉健・北帰行』―さらば道産馬―」倉本聰（構成）、1978年、NHK [39]
- グリーンチャンネル特集「ユルリ島～野生馬との新たな出会い～」馬事文化財団（企画）、1999年、グリーンチャンネル [40][41]
- NHK「さわやか自然百景『北海道　ユルリ・モユルリ島』」2018年8月19日、NHK [42][43]